# Beware! (film)
Beware! è un film muto del 1919 diretto da William Nigh.

## Trama
Il film racconta la storia di Robert Busch, un giovane cresciuto sotto la tutela di Carl Von Strumpf, che crede di essere il figlio di Richard Busch, un ricco tedesco-americano. Tuttavia, scopre che la sua vera origine è legata all'Imperatore Guglielmo, poiché Strumpf e Busch sono servitori del Kaiser. Quando gli Stati Uniti dichiarano guerra alla Germania, Robert esprime il desiderio di arruolarsi nell'esercito americano, ma Strumpf gli rivela la verità sulle sue origini, sperando che il giovane si schieri con la causa tedesca. Robert finge di essere d'accordo, ma segretamente si offre di servire il governo degli Stati Uniti. Con il passaporto fornito dalla lega pan-germanica, si reca in Germania, dove uccide il principe ereditario e l'Imperatore, sacrificando la propria vita per i principi della democrazia, facendo esplodere il palazzo imperiale.

## Personaggi
- La fidanzata di Federico il Grande, interpretata da Maurine Powers
- Ragazza francese, infermiera della Croce Rossa, interpretata da Regina Quinn
- Soldato britannico, interpretato da Leslie Ryecroft
- Ufficiale tedesco, interpretato da William Nigh

## Conservazione
Le copie del film sono conservate nella Library of Congress, nel Wisconsin Center for Film and Theater Research e nell'UCLA Film and Television Archive.